# Grotte di Frasassi
Grotte di Frasassi jsou rozsáhlý systém krasových jeskyní, nacházející se u obce Genga v provincii Ancona ve střední Itálii (region Marche). Jeskyně patří mezi nejznámější a nejnavštěvovanější v Itálii. Poprvé v moderní době speleologové našli vstup do jeskyní v roce 1948, hlavní podzemní prostory objevili členové anconské speleologické sekce CAI (Club Alpino Italiano) 25. září 1971. Grotte di Frasassi byly pro veřejnost zpřístupněny v roce 1974. Jeskyně se později staly součástí Regionálního přírodního parku Gola della Rossa e di Frasassi, který byl ustaven v roce 1997.

## Charakteristika
V jeskyni je celoročně stálá teplota 14 °C přičemž relativní vlhkost se blíží 100 %. Jeskyně Frasassi jsou oblíbené kvůli bohaté krápníkové výzdobě, vyplňující obrovské prostory. Jedny z nejpůsobivějších míst jsou Sala delle Candeline (česky „Síň svící“) s velkým množstvím drobných stalaktitů na stropě nebo Sala dell′Infinito (česky „Síň nekonečna“), plná majestátních stalagnátů. Ty připomínají sloupy, které jakoby podpírají strop jeskyně.

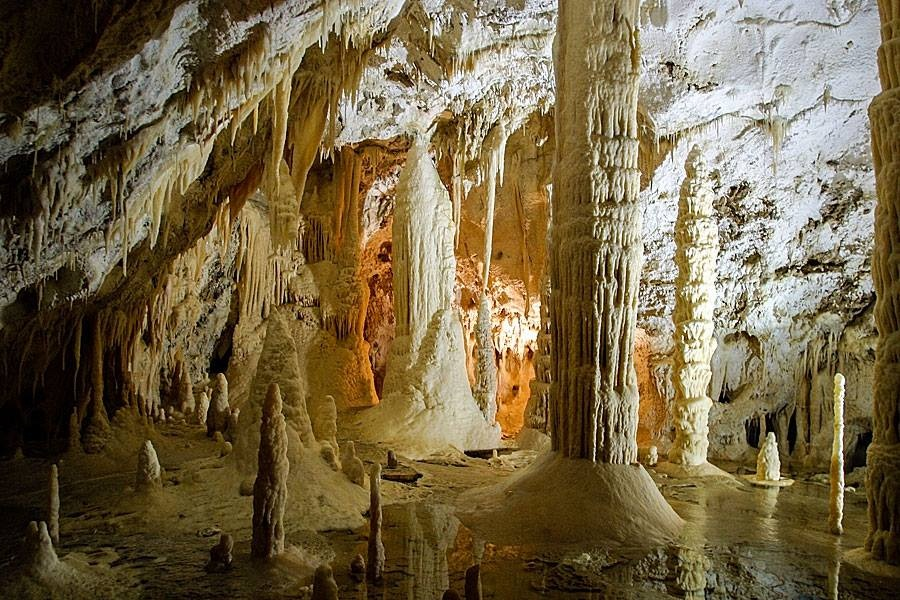
Sala delle Candeline – Síň svící

Součástí jeskynního systému je tzv. Propast Ancona (italsky L´Abiso Ancona), monumentální vnitřní prostora o rozměrech 120 × 180 metrů a výšce 200 metrů. Dno dutiny, která patří k největším podzemním prostorám nejen na evropském kontinentě, ale i ve světě, je zavaleno bloky horniny, která se zřítila v průběhu tisíciletí. Uprostřed této prostory se nacházejí mimořádně velké stalagmity o průměru 2–5 metrů a výšce od 1,5 až do 20 metrů, přezdívané I Giganti (Obři). Za Propastí Ancona se terén snižuje do další prostory, která je dlouhá 200 metrů a proto se jí říká Sala dei duecento či Sala 200 (Síň dvě stě). V této dutině jsou též zajímavé krápníkové útvary, mezi něž patří například sněhobílé Niagarské vodopády (Cascata del Niagara). Uprostřed Síně dvě stě stojí 15 metrů vysoký stalagmit, nazývaný Obelisk (L´Obelisco).

## Fauna
Jeskyně obývá množství živočichů – netopýři, obojživelníci i bezobratlí. Například netopýři druhu Miniopterus schreibersii zde vytvářejí kolonii o celkovém počtu až 12 000 jedinců. V jeskyni se také vyskytují specifické italské druhy mloků - mlok jeskynní (Speleomantes italicus), mlok brýlatý (Salamandrina terdigitata) a italský vodní mlok Lissotriton italicus.

Celkem bylo na této lokalitě registrováno 67 druhů, mezi nimi i několik druhů endemických. Endemickým druhem je například malý jeskynní korýš Niphargus frassasianus, který žije v podzemních jezírkách se sirnatou vodou.

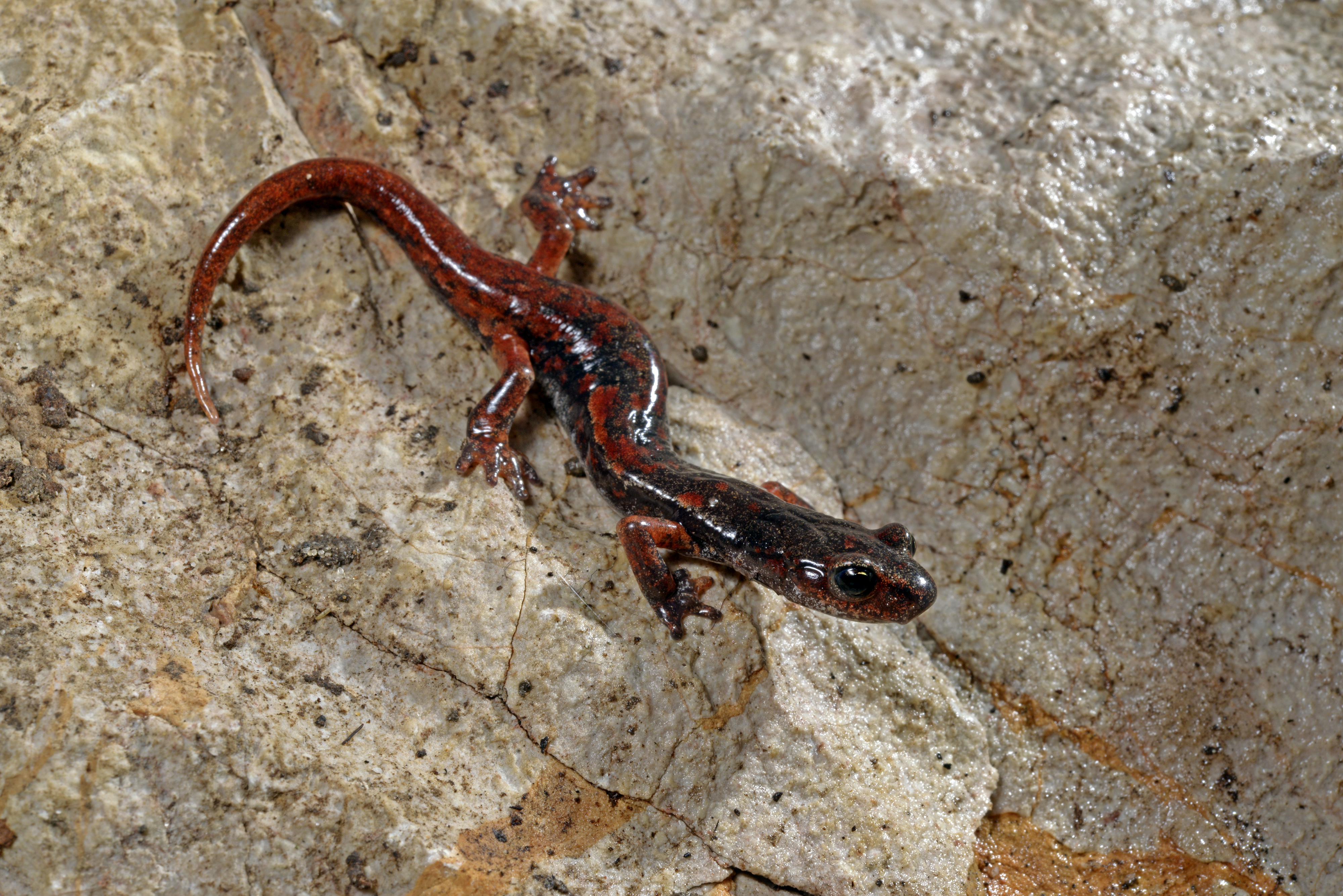
Italský jeskynní mlok Speleomantes italicus
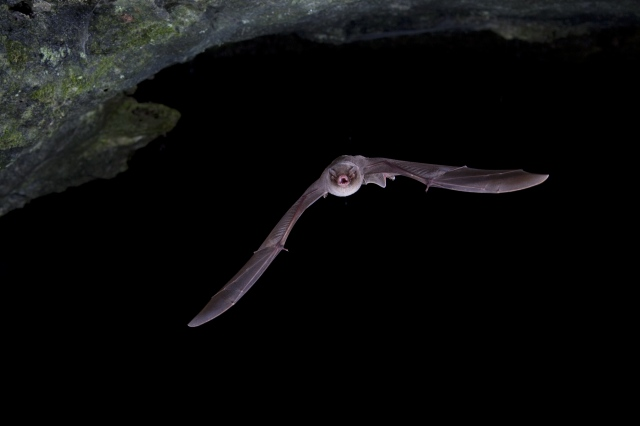
Netopýr Miniopterus schreibersi
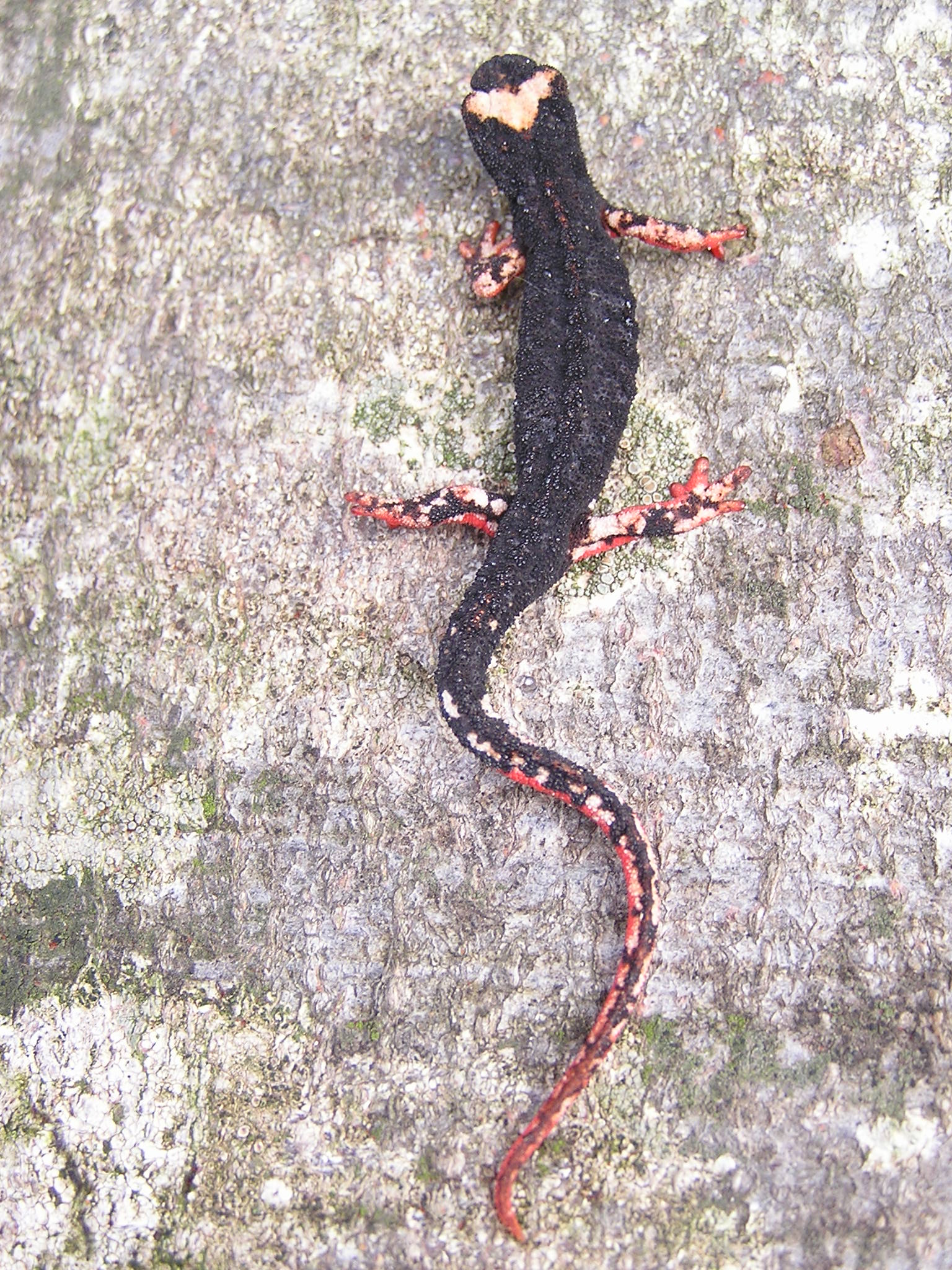
Mlok brýlatý (Salamandrina tergididata)
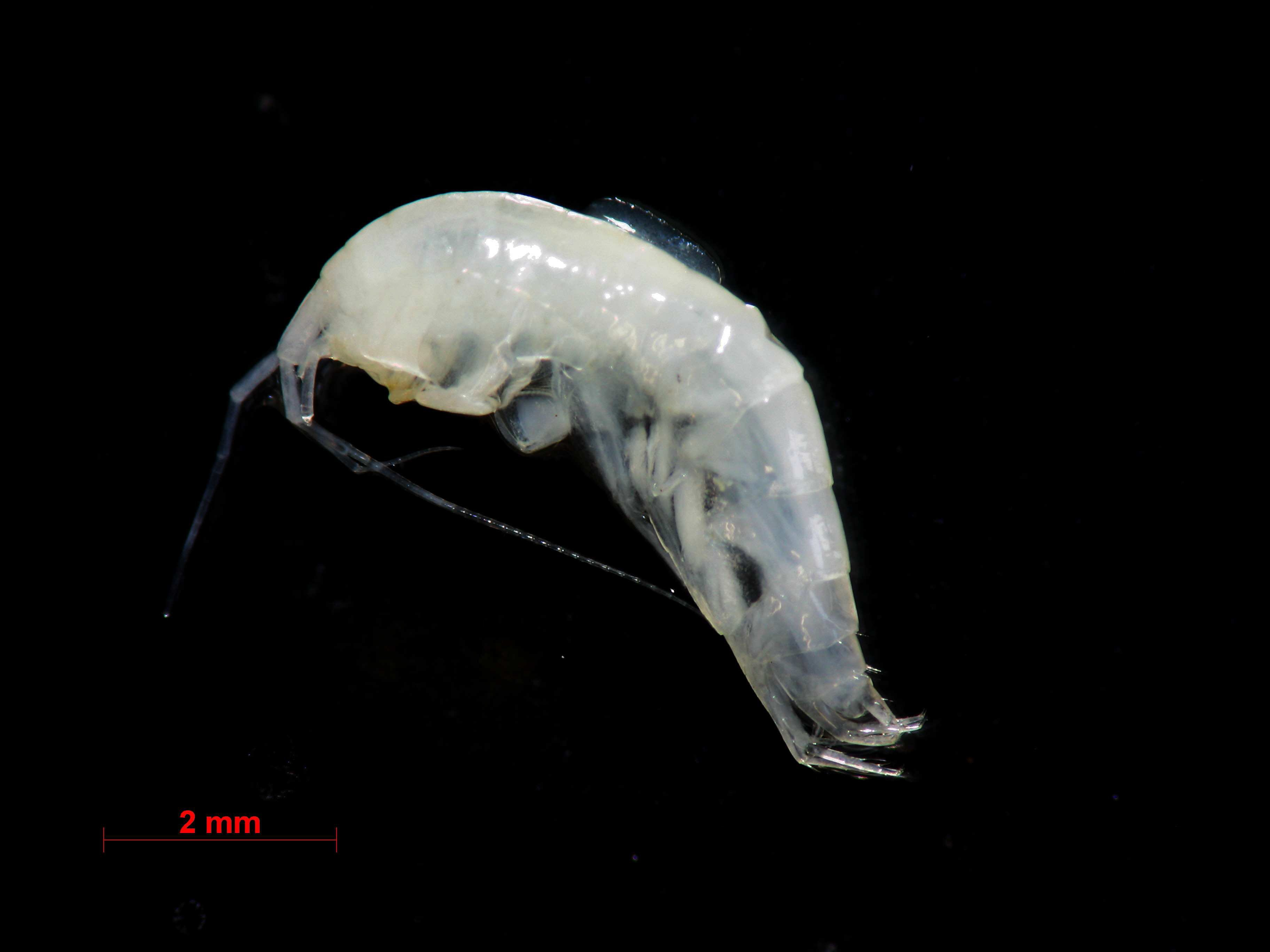
Niphragus ictus, příbuzný frasasského korýše

## Dostupnost
Jeskyně je otevřena s výjimkou několika dnů celoročně. V období od března do října se prohlídky konají v každou celou hodinu od 10 do 17 hodin, v měsíci srpnu dokonce v intervalu 10 minut. V zimním období od začátku listopadu do konce února se v pracovní dny konají pouze dvě prohlídky - v 11.30 a v 15.30 hod., více možností je o víkendu. 4. a 25. prosince a 9.-30. ledna jsou jeskyně návštěvníkům uzavřeny. 
Plné vstupné činilo v roce 2023 18 eur, snížené 15 eur a pro děti od 6 do 14 let 12 eur. Návštěva trvá přibližně 75 minut a trasa je dlouhá 1 500 metrů. Správa jeskyně umožňuje za vyšší poplatek také delší a náročnější prohlídku podzemních prostor, které jsou běžným návštěvníkům nepřístupné.
Návštěvníkům jeskyně slouží kyvadlová autobusová doprava, která je dopravuje od 1,5 km vzdáleného parkoviště a návštěvnického centra. Vzhledem ke skvělé akustice se v prostorách jeskyně při speciálních příležitostech pořádají též koncerty.

## Pověst o jeskyni
Vypráví se, že kdysi u nedalekého opatství San Vittore žili mladík a dívka, kteří byli do sebe zamilovaní. Jejich rodiny však byly znepřátelené a bránily jim v lásce. Mladí lidé, když neviděli jiné řešení, v zoufalství uprchli soutěskou do kopců, kde se usadili poblíž jeskyně a začali zde spokojeně žít. Jednou večer při západu slunce se mladá žena vydala do hloubi jeskyně dále, než obvykle. Najednou ji uchvátila jakási zlá síla a ona omdlela. Když se probrala, zjistila, že místo své tváře má hlavu kozy. Mladý muž, který v té době byl dál od jeskyně, najednou zaslechl tichý hlas, který mu šeptal, že jeho žena se proměnila v ducha a již nikdy nebude moci opustit jeskyni. Muž se zoufale rozběhl k jeskyni, když ale dorazil ke vchodu, jeho tělo náhle změnilo barvu a on se proměnil v kámen. Od té doby tam ten kámen stojí jako strážce jeskyně. Vždy večer při západu slunce jsou v údolí slyšet výkřiky a stromy a kameny se začnou otřásat.